# فروسيانيد البوتاسيوم
 فروسيانيد البوتاسيوم مركب كيميائي له الصيغة [K4[Fe(CN)6، ويكون على شكل بلورات صفراء. حالة أكسدة الحديد في هذا المركب +2.

## الخواص
- انحلالية فروسيانيد البوتاسيوم جيدة في الماء، لكن المركب غير منحل في الكحول والإيثر الإيثيلي.
- بتعرض المحاليل المائية من فروسيانيد البوتاسيوم للضوء، ينفصل هيدروكسيد الحديد الثلاثي من المحلول.
- يوجد مركب فروسيانيد البوتاسيوم على شكل ثلاثي هيدرات K4[Fe(CN)6].3H2O، يفقد المركب الماء البلوري بالتسخين فوق 70°س، ليصبح مسحوق بلوري عديم اللون. بمتابعة التسخين تحدث هنالك عملية تفكك حسب المعادلة:

K4[Fe(CN)6] → 4KCN + FeC2 + N2

## التحضير
يحضر فروسيانيد البوتاسيوم من تفاعل كلوريد البوتاسيوم مع فروسيانيد الكالسيوم حيث يترسب أولا المعقد 
[K2Ca[Fe(CN)6، بإضافة محلول ساخن من كربونات البوتاسيوم نحصل على الناتج حسب المعادلات:
Ca2[Fe(CN)6] + 2 KCl → K2Ca[Fe(CN)6] + CaCl2
K2Ca[Fe(CN)6] + K2CO3 → K4[Fe(CN)6] + CaCO3

## الاستخدامات
- يستخدم مركب فروسيانيد البوتاسيوم في الكيمياء التحليلية للكشف عن أيونات الحديد الثلاثي، حيث يتشكل معقد أزرق بروسيا المنحل أولا [K[FeIIIFeII(CN)6 ، بإضافة كمية زائدة يترسب الشكل غير المنحل FeIII[FeIIIFeII(CN)6]3.